# Agrius (chi bướm)
Agrius là một chi bướm đêm thuộc họ Sphingidae.

## Các loài
- Agrius abadonna
- Agrius affinis
- Agrius aksuensis
- Agrius alicea
- Agrius batatae
- Agrius cingulata (Fabricius, 1775) Loại loài, cho chi.
- Agrius concolorata
- Agrius convolvuli (Linnaeus, 1758)
- Agrius cordiae Riotte, 1984
- Agrius decolora
- Agrius distans
- Agrius distincta
- Agrius druraei
- Agrius elegans
- Agrius eremitus
- Agrius extincta
- Agrius fasciata
- Agrius fasciatus
- Agrius fuscosignata
- Agrius godarti (Macleaey, 1826)
- Agrius grisea
- Agrius ichangensis
- Agrius indica
- Agrius intermedia
- Agrius lixi
- Agrius luctifera (Walker, 1865)
- Agrius major
- Agrius marshallensis
- Agrius minor
- Agrius nigricans
- Agrius obscura
- Agrius orientalis
- Agrius pallida
- Agrius patates
- Agrius peitaihoensis
- Agrius pseudoconvolvuli
- Agrius pungens
- Agrius roseofasciata
- Agrius rothschildi Kitching & Cadiou, 2000
- Agrius saturata
- Agrius schmeltzii
- Agrius suffusa
- Agrius tahitiensis
- Agrius triangularis
- Agrius tukurine
- Agrius unicolor
- Agrius variegata
- Agrius virgata
- Agrius ypsilonnigrum

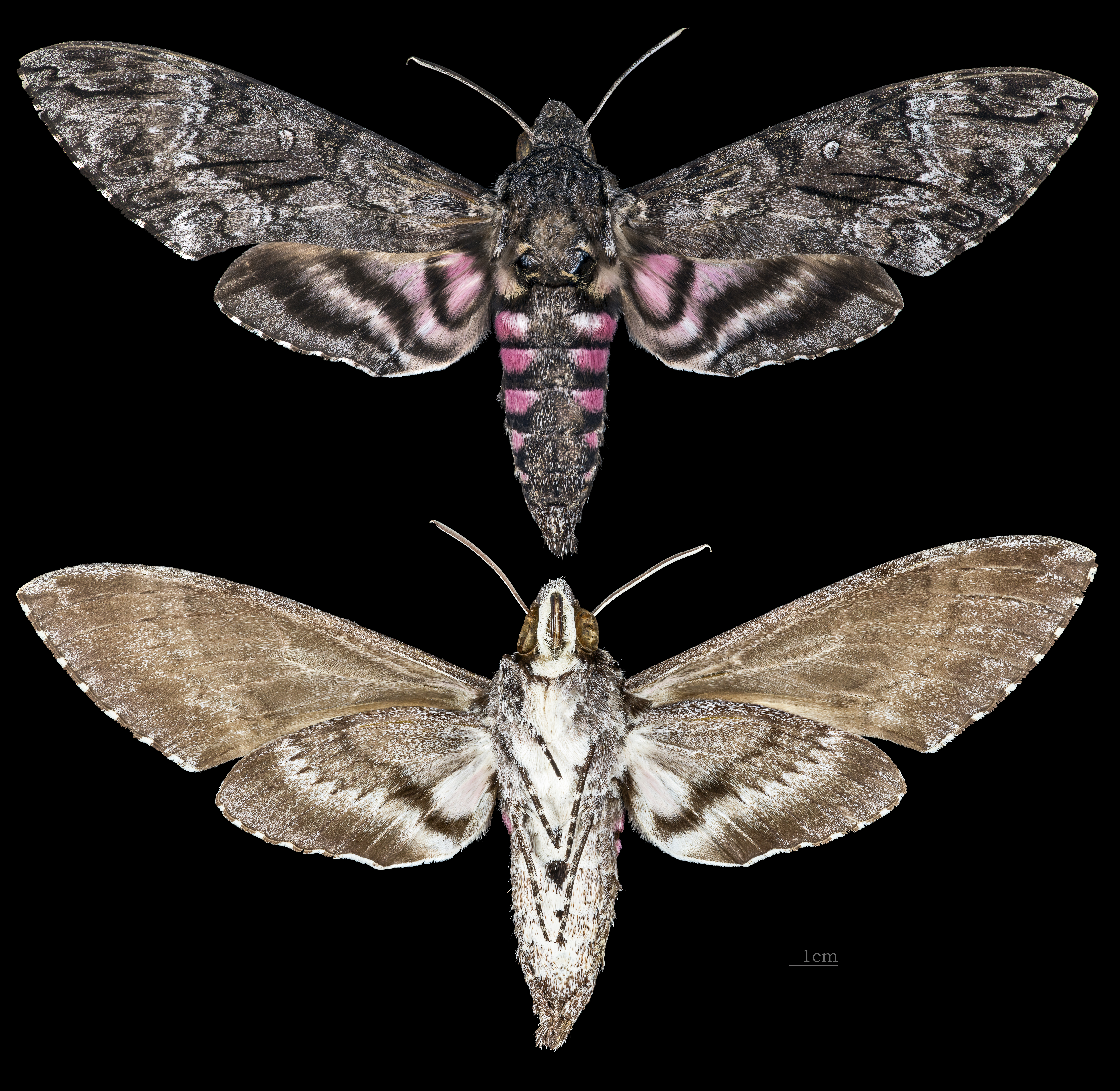
Agrius cingulata
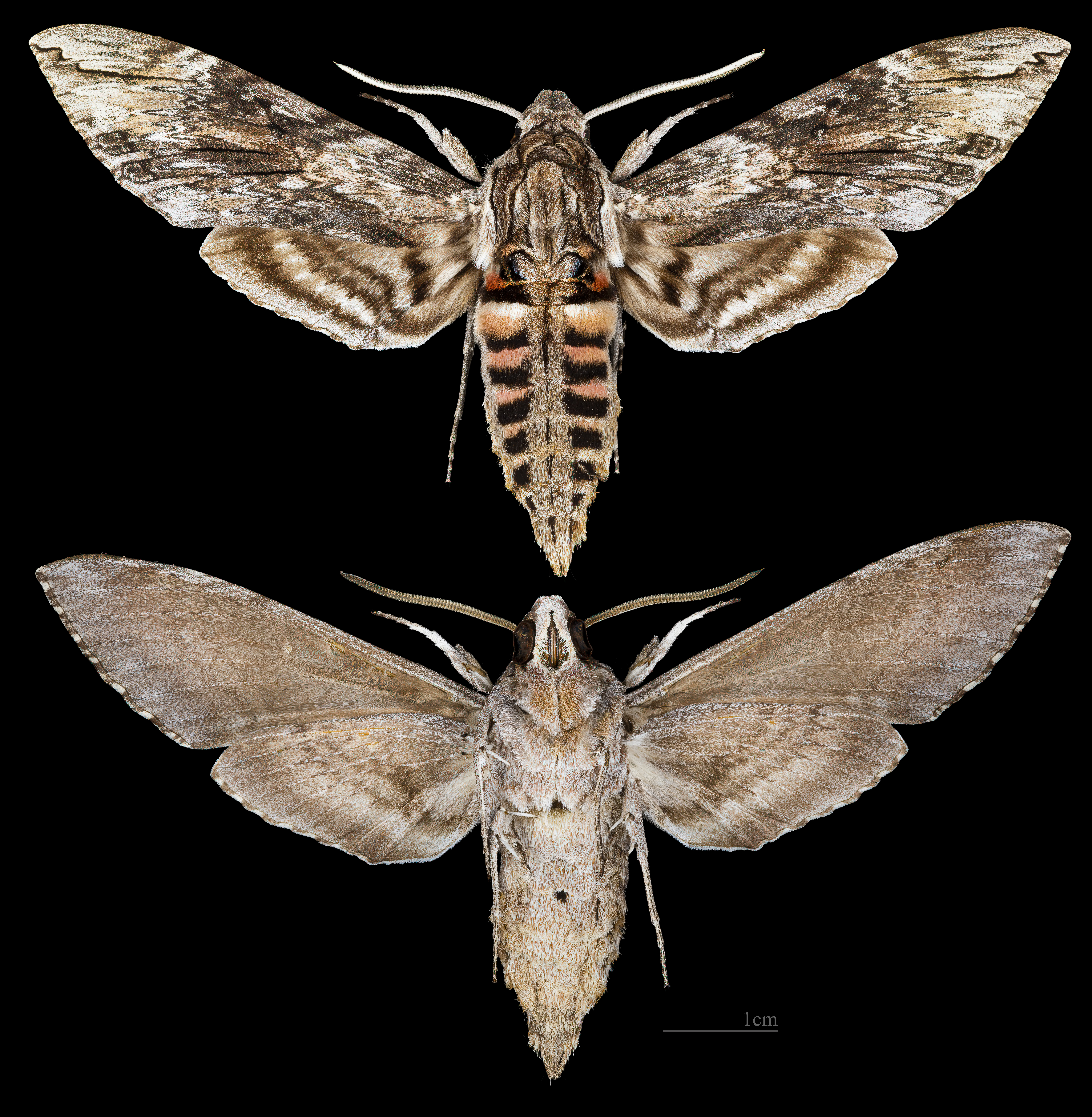
Agrius convolvuli
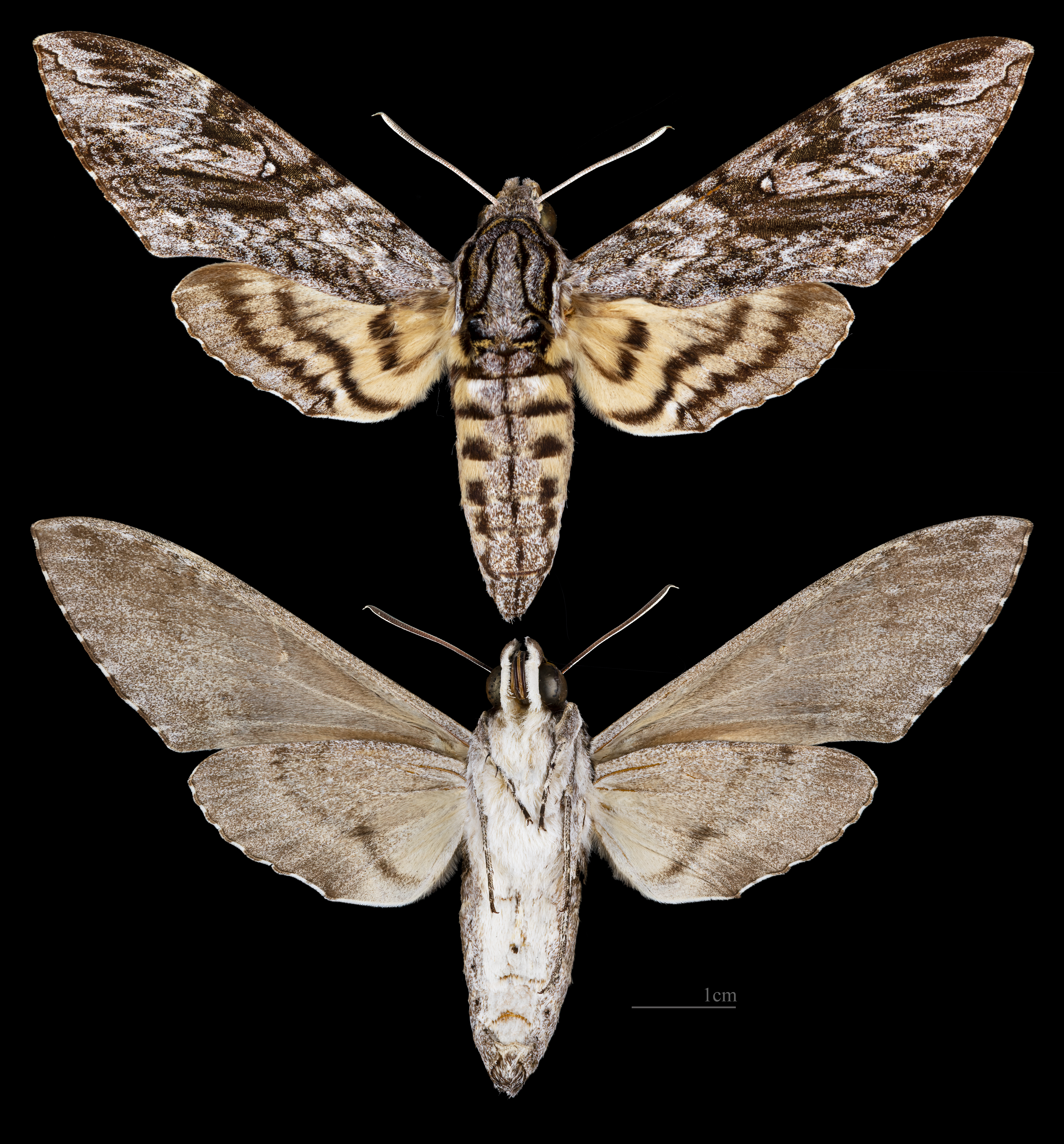
Agrius godarti

## Hình ảnh

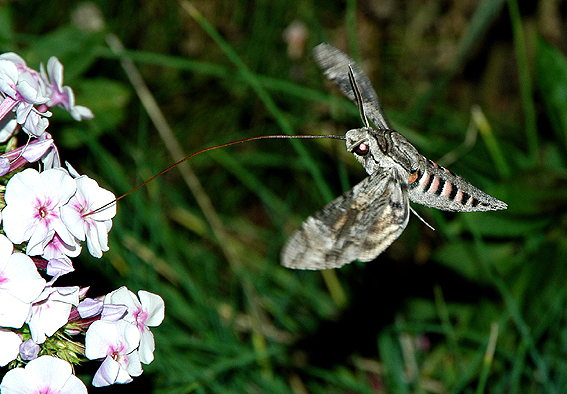
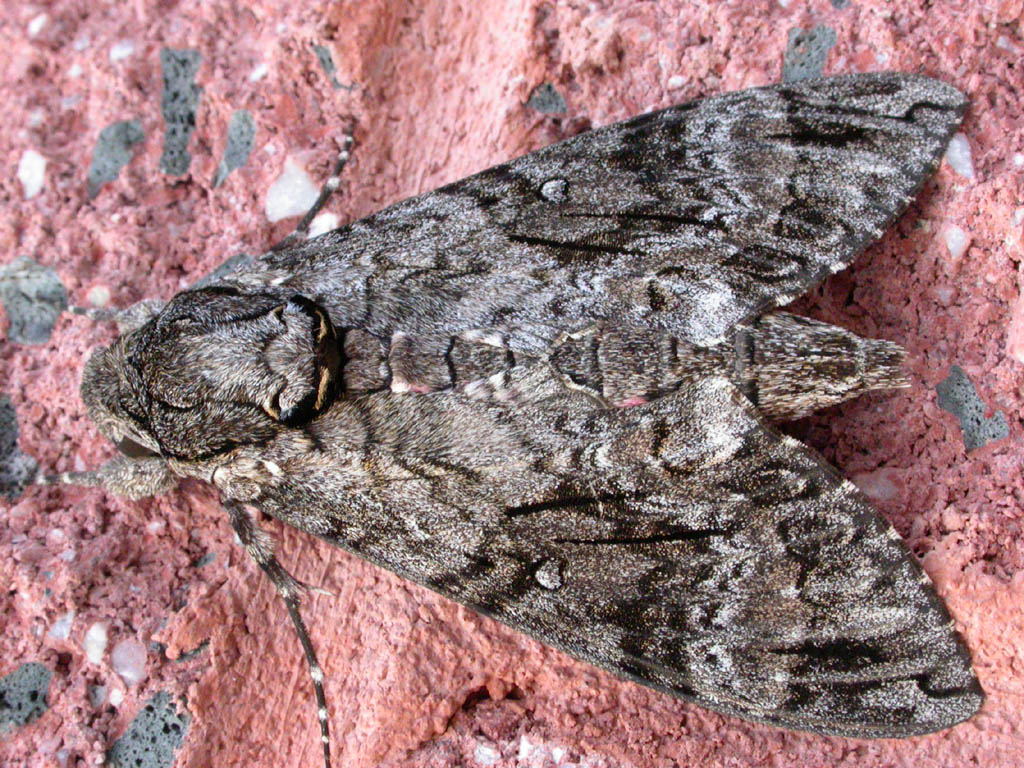
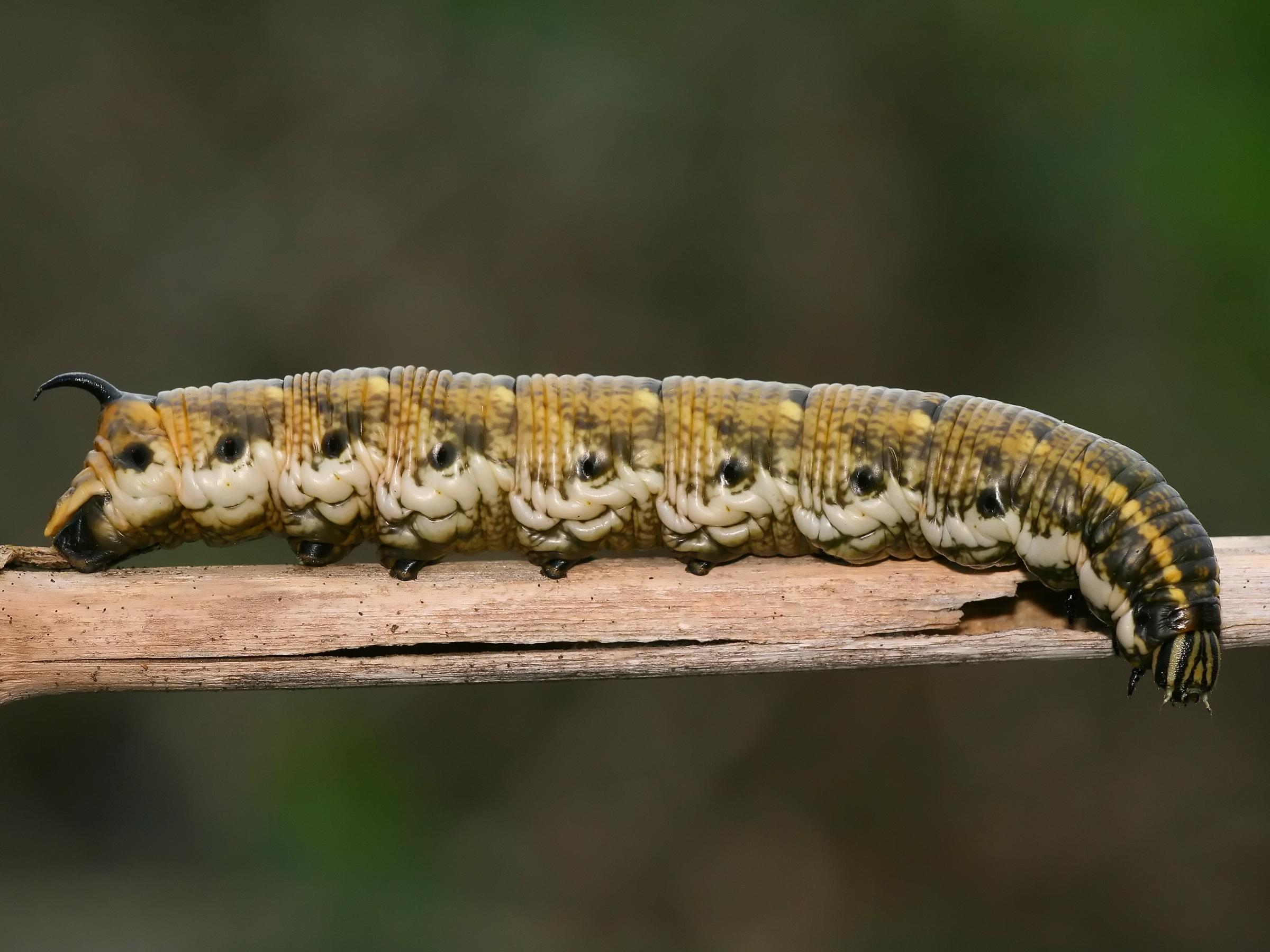